# Changyang
Changyang (en chino, 长阳; pinyin, Cháng·Yáng) es un condado autónomo bajo la administración directa de la Prefectura Yichang en la Provincia de Hubei, República Popular China.  Su área es de 3419 km² y su población total para 2021 superó los 300 mil habitantes. 

## Administración
Desde junui de 2020, el  condado Changyang se divide en 11 pueblos que se administran en 8 poblados y 3 villas.

## Toponimia
El topónimo Changyang se compone de los sinogramas Chang (nombre del Yangtsé en chino) y Yang (norte). Muchos lugares de China, en el nombre llevan "Yang" porque están situadas al norte de un río (siguiendo las tradición del Feng shui con el Yin y yang). lo que da como resultado "al norte del Yangtsé".
Como las otras regiones autónomas, se caracteriza por estar asociada a un grupo étnico minoritario, en este caso, los tujia . La región recibió la condición de "autónomo" cuando se estableció el Condado autónomo tujia de Changyang en julio de 1984.
Dentro del territorio hay 23 grupos étnicos, incluidos los Tujia, Han, Miao, Manchú, Mongol, Dai y Zhuang, de los cuales Tujia representa aproximadamente el 51%.